# Дофаминовый рецептор D5
Дофаминовый рецептор D5 — один из пяти типов рецепторов дофамина позвоночных. Этот рецептор относится к D1-подобным рецепторам и активирует аденилатциклазу.
Человеческий ген дофаминового рецептора D5 был впервые клонирован в 1991 году. В том же году независимо был клонирован крысиный ген этого рецептора: соответствующий белок был похож по свойствам на рецептор D1, поэтому авторы публикации дали ему название D1B. Позднее было установлено, что рецепторы D5 и D1B это один и тот же белок. Ген рецептора D5 не содержит интронов. Помимо этого гена в геноме человека было обнаружено два псевдогена данного рецептора.
Рецептор D5 синтезируется в небольшом количестве в разных участках мозга: в пирамидальных нейронах префронтальной коры, поясной коре, энторинальной коре, чёрной субстанции, зубчатой извилине, гиппокампе и гипоталамусе.